# 큰허리근
큰허리근(psoas major muscle) 또는 대요근(大腰筋)은 척추와 작은골반(lesser pelvis) 가장자리 사이의 가쪽 허리 영역에 위치한 긴 방추형의 근육이다. 이 근육은 엉덩근(iliacus muscle)과 결합하여 엉덩허리근(iliopsoas muscle)을 형성한다. 이 근육은 동물의 안심에 대응된다.
'Psoas major'라는 이름은 '허리의'를 의미하는 그리스어 단어 'ψόας, psóās'에서 유래되었다. (허리를 의미하는 'ψόα, psóā'의 소유격 단수형)

## 구조
큰허리근은 얕은 부분과 깊은 부분으로 나뉜다. 깊은 부분은 허리뼈 L1-L5의 가로돌기에서 시작된다. 얕은 부분은 마지막 등뼈, 허리뼈 L1-L4 및 인접한 추간판의 측면에서 일어난다. 허리신경얼기는 두 층 사이에 있다.
엉덩근과 큰허리근은 함께 엉덩근막으로 둘러싸여 엉덩허리근을 형성한다. 큰허리근은 엉덩두덩융기(iliopubic eminence)를 가로질러 근열공을 통해 넙다리뼈의 작은돌기(lesser trochanter)에 닿는다. 엉덩허리근볼기주머니(iliopectineal bursa)는 엉덩두덩융기 높이에서 엉덩허리근의 힘줄을 엉덩관절의 윤활주머니 외부 표면에서 떨어뜨려 놓는다. 엉덩근힘줄밑주머니는 넙다리뼈 작은돌기와 엉덩허리근이 붙는 부분 사이에 놓여 있다.

### 신경 지배
큰허리근에는 L1에서 L3 신경의 앞가지가 분포한다.

### 변이
50% 미만의 사람들에서 큰허리근은 작은허리근(psoas minor muscle)을 동반한다.
부검 데이터를 사용한 한 연구에 따르면 큰허리근은 백인 남성보다 아프리카 혈통의 남성에서 훨씬 더 두껍다. 작은허리근 역시 인종적으로 변이가 있어 대부분의 백인 피험자에서는 존재하지만 대부분의 흑인 피험자들에서는 발견되지 않는다.
생쥐에서는 큰허리근이 대부분 빠르게 연축하는 유형 II 근육인 반면 인간의 경우에는 느리고 빠르게 연축하는 근섬유가 섞여 있다.

## 기능
큰허리근은 안쪽에서 바깥쪽으로, 뒤쪽에서 앞쪽으로 상체와 하체를 연결하며 부속골격(팔다리골격, appendicular skeleton)의 축을 이룬다. 엉덩허리근의 일부로서, 큰허리근은 엉덩관절(고관절)의 굽힘에 기여한다. 허리뼈에서 한쪽 큰허리근만 수축하면 몸통은 가쪽으로 굽혀지고, 양쪽 큰허리근이 동시에 수축하면 앙와위(바로누운자세, supine position)에서 몸통이 들어올려진다. 또한, 큰허리근이 넙다리뼈의 뒤안쪽에 위치한 작은돌기에 닿기 때문에 엉덩관절의 가쪽돌림 및 약한 모음을 유발한다.
큰허리근은 엉덩관절을 굽히는 근육 중 하나이다. 이 근육의 작용은 주로 신체가 고정되어 있을 때 넓적다리를 몸쪽으로 들어 올리거나 다리가 고정되어 있을 때 다리 쪽으로 몸통을 당기는 것이다.
예를 들어, 허리를 포함한 상체를 지면에서 떨어뜨려 다리 앞쪽으로 가져오는 윗몸 일으키기를 수행할 때 엉덩허리근을 포함한 엉덩관절의 굽힘근들이 골반에서 척추를 구부린다.
큰허리근은 척추 앞면에 붙어있으므로 척추가 회전하면 허리근의 길이가 늘어난다.

## 임상적 중요성
허리근이 긴장되면 허리 디스크를 압박하여 경련이나 요통을 유발할 수 있다. 허리근이 지나치게 긴장했거나 허리근에 염증이 있을 경우 엉덩고샅신경(ilioinguinal nerve)와 엉덩아랫배신경(iliohypogastric nerve)의 자극(irritation) 및 포착(entrapment)으로 이어질 수 있으며, 결과적으로 넓적다리 앞쪽으로 열이 나거나 물이 흐르는 느낌이 들 수 있다.
허리근은 엉덩관절을 능동적으로 굽히면 촉진할 수 있다. 환자가 보고한 허리근 경축 검사 양성 및 촉진 시 통증은 임상적으로 중요하다. 복부 장기, 특히 큰창자를 깊이 촉진할 때 주의해야 한다.
배가 튀어나온 모양은 과다긴장된 허리근을 시각적으로 나타내는 단서가 될 수 있다. 이런 현상은 허리근이 지나치게 긴장되면서 척추를 앞으로 당기고 복부 내용물들은 바깥쪽으로 밀어내기 때문에 발생한다.
허리근은 허리 교감신경절의 뒤가쪽에 있으며, 허리교감신경 차단을 시행하는 동안 바늘 끝이 큰허리근을 통과하는 경우가 자주 있다.
음부넙다리신경(genitofemoral nerve)은 L1과 L2 신경뿌리의 앞가지에서 나온 가지들의 결합에 의해 큰허리근 중간 부분에 형성된다. 그 후 신경은 큰허리근 아래쪽으로 주행하다가 큰허리근 먼쪽을 관통하여 앞면으로 나온다. 그런 다음 신경은 큰허리근 앞면의 앞쪽에서 배막뒤공간(retroperitoneum)을 가로지르며 밑으로 내려간다.

## 같이 보기
- 엉덩허리근
- 작은허리근

## 참고 문헌
이 문서는 현재 퍼블릭 도메인에 속하는 그레이 해부학 제20판(1918) page 467의 내용을 기초로 작성된 글이 포함되어 있습니다.
1. 1 2 3  Platzer (2004), p 234
2. ↑  Bojsen-Møller, Finn; Simonsen, Erik B.; Tranum-Jensen, Jørgen (2001). 《Bevægeapparatets anatomi》 [Anatomy of the Locomotive Apparatus] (덴마크어) 12판. 261–266쪽. ISBN 978-87-628-0307-7.
3. ↑  《Gray's anatomy : the anatomical basis of clinical practice》. Standring, Susan 41판. [Philadelphia]. 2016. 1324.e2쪽. ISBN 9780702052309. OCLC 920806541.
4. ↑  Hanson, P.; Magnusson, S. P.; Sorensen, H.; Simonsen, E. B. (1999). “Anatomical differences in the psoas muscles in young black and white men”. 《Journal of Anatomy》 194 (Pt 2): 303–307. doi:10.1046/j.1469-7580.1999.19420303.x. PMC 1467925. PMID 10337963.
5. ↑  Nunes, MT; Bianco, AC; Migala, A; Agostini, B; Hasselbach, W (1985). “Thyroxine induced transformation in sarcoplasmic reticulum of rabbit soleus and psoas muscles”. 《Zeitschrift für Naturforschung C》 40 (9–10): 726–34. doi:10.1515/znc-1985-9-1025. PMID 2934902.
6. ↑  Arbanas, Juraj; Starcevic Klasan, Gordana; Nikolic, Marina; Jerkovic, Romana; Miljanovic, Ivo; Malnar, Daniela (2009). “Fibre type composition of the human psoas major muscle with regard to the level of its origin”. 《Journal of Anatomy》 215 (6): 636–41. doi:10.1111/j.1469-7580.2009.01155.x. PMC 2796786. PMID 19930517.
7. ↑  Earls, J., Myers, T (2010). 《Fascial Release for Structural Balance》. Chchester, England: Lotus Publishing. 130쪽. ISBN 9781905367184.
8. ↑  Thieme Atlas of Anatomy (2006), p 422
9. ↑  Akuthota, et all(2008). p 40
10. ↑  Corbo, & Splittberger (2007). 《Your Body, Your Responsibility》. Arizona: Wheatmark Inc, Amazon. 88쪽.
11. ↑  Gupton, Marco; Varacallo, Matthew (2020). “Anatomy, Abdomen and Pelvis, Genitofemoral Nerve”. 《StatPearls》 (StatPearls Publishing). PMID 28613484. 2020년 10월 20일에 확인함.